# Jacklyn H. Lucas
Jacklyn Harold "Jack" Lucas (Plymouth, Carolina do Norte, 14 de fevereiro de 1928 – Hattiesburg, Mississippi, 5 de junho de 2008) foi um fuzileiro naval norte-americano na Segunda Guerra Mundial, condecorado com a Medalha de Honra aos 17 anos, como soldado de primeira classe, durante a Batalha de Iwo Jima.
Durante um intenso confronto em duas trincheiras contra 11 soldados japoneses, Lucas salvou a vida de três companheiros ao se jogar sobre uma granada inimiga e puxar outra para debaixo de si. A granada sob seu corpo explodiu, ferindo-o gravemente; a segunda não detonou. Ele se tornou o mais jovem fuzileiro naval e o mais jovem militar da Segunda Guerra a receber a mais alta condecoração militar dos EUA por bravura. Mais tarde, ele se alistou no Exército dos EUA e chegou ao posto de capitão.
Em 7 de outubro de 2023, a Marinha dos Estados Unidos comissionou o destróier USS Jack H. Lucas (DDG-125) em sua homenagem, no Porto de Tampa, Flórida.

## Vida inicial
Lucas nasceu em Plymouth, Carolina do Norte, em 14 de fevereiro de 1928. Após a morte de seu pai, um agricultor de tabaco, quando ele tinha 11 anos, sua mãe o enviou para o Edwards Military Institute, em Salemburg. Lá, ele se destacou, chegando ao posto de capitão cadete e também como capitão do time de futebol americano. Era um esportista completo, participando de beisebol, softball, basquete, boxe, luta livre, equitação, tiro ao prato e caça.

## Reserva do Corpo de Fuzileiros Navais

### Segunda Guerra Mundial
Em 8 de agosto de 1942, Lucas alistou-se na Reserva do Corpo de Fuzileiros Navais em Norfolk, Virgínia, falsificando a assinatura da mãe no formulário de consentimento e mentindo sobre sua idade, declarando ter 17 anos. Na verdade, ele tinha apenas 14, mas media 1,73 m e pesava 82 kg, com físico robusto. Foi enviado diretamente para o centro de treinamento de recrutas em Parris Island, Carolina do Sul, onde se qualificou como atirador de elite.
Em seguida, foi designado para a base aérea naval de Jacksonville, Flórida. Em junho de 1943, foi transferido para o 21.º Batalhão de Reposição na base aérea de New River, Carolina do Norte, e, um mês depois, para o 25º Batalhão de Reposição, completando com sucesso o treinamento em Camp Lejeune como operador de metralhadora pesada. Embarcou de trem para San Diego com sua unidade e, em 4 de novembro de 1943, deixou os Estados Unidos continentais. No mês seguinte, juntou-se ao 6.º Depósito de Base do V Corpo Anfíbio em Pearl Harbor, Havaí. Em 29 de janeiro de 1944, foi promovido a soldado de primeira classe.
Em 10 de janeiro de 1945, segundo relatos feitos por ele a colegas, Lucas saiu do acampamento por conta própria para se juntar a uma unidade de combate, vestindo um uniforme cáqui e carregando suas roupas de serviço e botas enroladas sob o braço. Foi declarado como ausente sem autorização (UA) ao não retornar naquela noite. Escondeu-se a bordo do USS Deuel, que transportava o 1.º Batalhão do 26.º Regimento de Fuzileiros da 5.ª Divisão para Iwo Jima. Em 8 de fevereiro, um dia antes de seu nome entrar na lista de desertores, ele se entregou ao capitão Robert Dunlap, comandante da Companhia C. Dunlap o levou até o tenente-coronel Daniel C. Pollock, comandante do batalhão, que o designou como fuzileiro da companhia de Dunlap. Sua punição pela ausência foi a redução administrativa de posto para soldado. Em 14 de fevereiro, Lucas completou 17 anos a bordo, cinco dias antes do início da invasão de Iwo Jima.
Em 19 de fevereiro, Lucas participou do desembarque da 5.ª Divisão em Iwo Jima com a Companhia C, 1.º Batalhão do 26.º Regimento de Fuzileiros. No dia seguinte, ele e outros três fuzileiros da mesma equipe de combate avançavam por um ravino sinuoso em direção a um campo de aviação inimigo quando avistaram um bunker japonês e se abrigaram numa trincheira. Em seguida, viram 11 soldados japoneses em uma trincheira paralela, ligada ao bunker por um túnel, e abriram fogo com seus fuzis. Os japoneses responderam com tiros e lançaram duas granadas na trincheira dos americanos. Lucas viu as granadas caírem perto de seus companheiros, gritou "granadas!" e imediatamente pulou sobre um dos colegas, se lançando sobre os explosivos. Usou o fuzil para enterrar uma delas na areia vulcânica e a cobriu com o corpo, puxando a outra para debaixo de si. Uma granada explodiu, lançando Lucas para trás e ferindo gravemente seu braço e pulso direitos, perna e coxa direitas, além do tórax. Mesmo gravemente ferido, ele permaneceu consciente, segurando com a mão esquerda a outra granada, que não explodiu. Seus três companheiros saíram ilesos, e os soldados japoneses foram mortos. Pensando que Lucas havia morrido, os fuzileiros o deixaram no local.
Lucas foi encontrado por fuzileiros de outra unidade que passava pelo local. Eles chamaram socorristas da Marinha, que trataram seus ferimentos e o protegeram de ser morto por um soldado japonês na trincheira, usando uma carabina. Ele foi evacuado por carregadores de maca até a praia, embarcado em um LST e depois transferido para um navio cargueiro improvisado como hospital (todos os navios-hospital estavam lotados). Mais tarde, foi levado ao navio-hospital Samaritan. Após passar por vários hospitais de campanha, chegou a San Francisco, Califórnia, em 28 de março de 1945. Ao todo, passou por 21 cirurgias.
Mesmo depois de curado, cerca de 200 fragmentos metálicos – alguns do tamanho de projéteis calibre .22 (0,55 cm) – permaneceram em seu corpo, fazendo com que detectores de metal em aeroportos fossem frequentemente acionados. Em agosto, enquanto ainda era tratado no Hospital Naval dos EUA em Charleston, Carolina do Sul, a anotação de tentativa de deserção foi removida de seus registros. Em 18 de setembro, foi oficialmente dispensado da Reserva do Corpo de Fuzileiros Navais por invalidez decorrente dos ferimentos, sendo restituído ao posto de soldado de primeira classe.
Em 5 de outubro de 1945, Lucas recebeu a Medalha de Honra das mãos do presidente Harry S. Truman, durante uma cerimônia no gramado sul da Casa Branca. Também foram condecorados três marinheiros e outros dez fuzileiros, incluindo Robert Dunlap, ex-comandante da companhia de Lucas em Iwo Jima. Estavam presentes sua mãe e seu irmão, além do almirante Chester Nimitz e do secretário da Defesa James Forrestal.

## Vida posterior

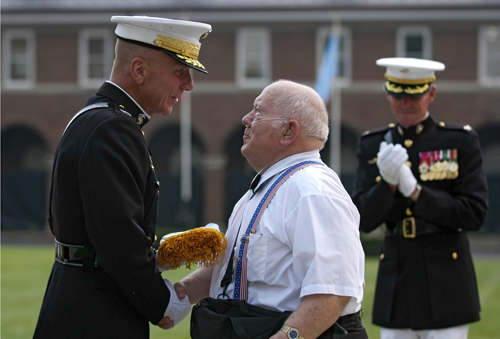
Lucas recebe sua Bandeira da Medalha de Honra do CMC General Hagee em 3 de agosto de 2006.

Lucas se formou em administração pela High Point University e foi iniciado na fraternidade Pi Kappa Alpha (capítulo Delta Omega). Em 1961, ingressou no Exército dos Estados Unidos, servindo como paraquedista na 82.ª Divisão Aerotransportada para superar seu medo de altura. Segundo relatos, sobreviveu a um salto de treinamento em que ambos os paraquedas falharam. Ele se ofereceu para servir na Guerra do Vietnã, mas seu pedido foi negado. Concluiu sua carreira militar em 1965, no posto de capitão, treinando recrutas em Fort Bragg, Carolina do Norte.
Após deixar o serviço militar, Lucas se casou, teve vários filhos e fundou uma rede lucrativa de açougues em Maryland. No entanto, acumulou dívidas com o fisco, o que fez com que perdesse seus benefícios por invalidez. Em 1977, foi informado pela polícia de Maryland que sua segunda esposa e seu genro planejavam assassiná-lo; ambos confessaram o crime e receberam liberdade condicional após Lucas pedir clemência ao tribunal.
Nos anos 1980, Lucas passou a viver de suas economias. Em 1985, sua casa móvel pegou fogo e ele passou a morar em um acampamento. Em agosto do mesmo ano, foi preso após a polícia encontrar plantas de maconha em um milharal onde ele estava acampado. O estado de Maryland chegou a cogitar acusá-lo por cultivo e posse de entorpecentes, mas as acusações foram retiradas posteriormente.
Quando o batimento de quilha do USS Iwo Jima ocorreu em 2000, Lucas colocou uma cópia de sua citação da Medalha de Honra dentro do casco do navio, onde permanece selada até hoje.
Em 3 de agosto de 2006, Lucas, junto com outros 15 fuzileiros navais ainda vivos que também receberam a Medalha de Honra, foi agraciado com a bandeira da Medalha de Honra, entregue pelo comandante do Corpo de Fuzileiros, general Michael Hagee, em cerimônia nos Quartéis dos Fuzileiros Navais, em Washington, D.C. Estavam presentes mais de mil pessoas, entre familiares, amigos e militares. Sobre a homenagem, Lucas declarou: “Ter esses jovens aqui conosco — isso rejuvenesce meu velho coração. Amo ainda mais o Corpo de Fuzileiros ao saber que meu país está nas mãos de pessoas tão excepcionais.”
Lucas faleceu em 5 de junho de 2008, vítima de leucemia, em um hospital de Hattiesburg, Mississippi, cercado por familiares e amigos. Deixou sua esposa, quatro filhos, uma filha, sete netos e seis bisnetos.
Em 18 de setembro de 2016, o secretário da Marinha, Ray Mabus, anunciou que um destróier da classe Arleigh Burke seria batizado em sua homenagem: USS Jack H. Lucas.
O USS Jack H. Lucas deixou o estaleiro Ingalls em 27 de setembro de 2023 e foi comissionado oficialmente em Tampa, Flórida, em 7 de outubro de 2023.

## Prêmios
As condecorações e prêmios militares de Lucas incluem:
| Predefinição:Ribbon devices/alt               |                                 |                                 |
| Predefinição:Ribbon devices/alt               | Predefinição:Ribbon devices/alt | Predefinição:Ribbon devices/alt |
| Bronze star · Predefinição:Ribbon devices/alt | Predefinição:Ribbon devices/alt | Predefinição:Ribbon devices/alt |

| Medalha de Honra                                        |                                              |                                       |
| Coração Púrpuro                                         | Citação Presidencial de Unidade              | Medalha da Campanha Americana         |
| Medalha da Campanha Ásia-Pacífico com Estrela de Bronze | Medalha de Vitória da Segunda Guerra Mundial | Medalha do Serviço de Defesa Nacional |

### Citação da Medalha de Honra
A citação da Medalha de Honra de Lucas diz:
O Presidente dos Estados Unidos tem o prazer de conceder a MEDALHA DE HONRA a
SOLDADO DE PRIMEIRA CLASSE JACKLYN H. LUCAS
RESERVA DO CORPO DE FUZILEIROS NAVAIS DOS ESTADOS UNIDOS
pelos serviços descritos na seguinte
CITAÇÃO:
Por bravura notável e destemida, colocando sua vida em risco além do dever enquanto servia no Primeiro Batalhão, Vigésimo Sexto Regimento de Fuzileiros, Quinta Divisão de Fuzileiros Navais, durante ações contra forças inimigas japonesas em Iwo Jima, Ilhas Vulcano, em 20 de fevereiro de 1945. Enquanto rastejava por um desfiladeiro traiçoeiro e sinuoso que passava próximo à linha de frente instável e fluida no Dia D+1, o Soldado de Primeira Classe Lucas e outros três homens foram subitamente emboscados por uma patrulha inimiga que atacou ferozmente com disparos de fuzil e granadas. Rápido em agir quando a vida do pequeno grupo foi ameaçada por duas granadas que caíram bem à sua frente, o Soldado de Primeira Classe Lucas, sem hesitar, lançou-se sobre uma das granadas para proteger seus companheiros e puxou a outra para debaixo de si, absorvendo toda a força da explosão em seu próprio corpo, a fim de proteger seus colegas da concussão e dos fragmentos letais. Por sua ação inspiradora e espírito valente de autossacrifício, ele não apenas salvou seus companheiros de ferimentos certos ou morte possível, como também permitiu que neutralizassem a patrulha japonesa e continuassem o avanço. Sua iniciativa extraordinariamente corajosa e lealdade refletem o mais alto crédito ao Soldado de Primeira Classe Lucas e ao Serviço Naval dos Estados Unidos.